# صحرای سرخ
صحرای سرخ (به ایتالیایی: Il deserto rosso) فیلمی محصول سال ۱۹۶۴ از کمپانی ایتالیایی فدریز به کارگردانی میکل‌آنجلو آنتونیونی است. آنتونیونی و تونینو گوئرا فیلمنامهٔ این کار را نوشتند.

## داستان
زنی برای کار شوهرش وارد کارخانه‌ای که در میان مه و دود است می‌شود و در طول فیلم همراه دیده‌ها و تخیلات زن می‌شویم…

## درون‌مایه
گرچه از یک دید فیلم صحرای سرخ را می‌توان داستانی در مورد جامعه مدرن صنعتی و بی‌رحم پنداشت که تنها جولیانای روان‌رنجور در آن بیدار شده‌است؛ آنتونیونی بعدتر گفت که می‌خواسته نشان بدهد که تکنولوژی صنعتی زیبایی خودش را دارد و این‌که داستانی در مورد قابلیت سازگاری در انسان را به تصویر کشیده‌است که جولیانا در آن باید «با محیط اجتماع اطرافش روبرو شود». 
خیلی ساده‌انگارانه است که بگوییم—همان‌طور که بسیاری گفته‌اند—که من دنیای صنعتی غیرانسانی را که افراد را تحت فشار قرار می‌دهد و آنها را به سمت روان‌گسیختگی می‌کشاند، محکوم می‌کنم. قصد من… این بود که ظرافت و زیبایی جهان را بازسازی کنم که در آن حتی کارخانه‌ها می‌توانند زیبا باشند. خطوط و خمیدگی‌های کارخانه‌ها می‌توانند زیباتر از نمای درختان باشند که دیدنشان خیلی همیشگی شده‌است. این دنیا غنی و قابل استفاده است. اختلال اعصابی که در صحرای سرخ به دنبال توصیف آن بودم بیش از هر چیز دربارهٔ سازگار شدن بود. برخی افراد خودشان را سازگار می‌کنند و برخی نمی‌توانند، شاید به این دلیل که خیلی وابسته به شیوه‌هایی از زندگی هستند که اکنون از رده خارج هستند.

## بازیگران
- مونیکا ویتی - جیولینا
- ریچارد هریس - کورادو زلر
- کارلو چیونتی - هوگو
- کسنیا والدری - امیلیا
- آلدو گروتی - مکس

## جوایز
- ۱۹۶۴ - «شیر طلایی» بهترین فیلم «جشنوارهٔ ونیز»
- ۱۹۶۴ - «جایزه فیپرسکی» جشنوارهٔ ونیز برای فیلم منتخب